# Llista de topònims de Pinell de Solsonès
Llista de topònims (noms propis de lloc) del municipi de Pinell de Solsonès, al Solsonès
Informació actualitzada per un bot. Els canvis manuals es perdran quan s'actualitzi!

## castell
| imatge | Nom                        | Ubicat a     | instància de | Detalls                                   | coordenades                                                                              | Protecció                                            | Commons (més fotos)         | Dades a WD                    |
| ------ | -------------------------- | ------------ | ------------ | ----------------------------------------- | ---------------------------------------------------------------------------------------- | ---------------------------------------------------- | --------------------------- | ----------------------------- |
|        | Castell de Madrona         | Madrona      | castell      | Estil: arquitectura romànica 12nd century | 41° 58′ 05″ N, 1° 20′ 08″ E / 41.968028°N,1.335428°E 550 msnm                            | bé d'interès cultural bé cultural d'interès nacional | Castell de Madrona          | Modifica les dades a Wikidata |
|        | Castell de Sallent         | Sallent      | castell      | Estil: arquitectura romànica 11st century | 41° 54′ 13″ N, 1° 20′ 07″ E / 41.90365278°N,1.33530861°E 486 msnm                        | bé cultural d'interès nacional                       | Torre de defensa de Sallent | Modifica les dades a Wikidata |
|        | El Castell de Sant Climenç | Sant Climenç | castell      | Estil: arquitectura popular 18th century  | 41° 57′ 04″ N, 1° 25′ 04″ E / 41.951008°N,1.417692°E ca:C. Mossèn Jaume Caelles 803 msnm | bé integrant del patrimoni cultural català           | El Castell de Sant Climenç  | Modifica les dades a Wikidata |

## collada
| imatge | Nom                   | Ubicat a           | instància de | Detalls         | coordenades                                                       | Protecció | Commons (més fotos) | Dades a WD                    |
| ------ | --------------------- | ------------------ | ------------ | --------------- | ----------------------------------------------------------------- | --------- | ------------------- | ----------------------------- |
|        | Collada de Jou        | Pinell de Solsonès | collada      |                 | 41° 56′ 31″ N, 1° 19′ 14″ E / 41.94186389°N,1.32043333°E 700 msnm |           |                     | Modifica les dades a Wikidata |
|        | Collada de l'Alzinosa | Pinell de Solsonès | collada      |                 | 41° 55′ 56″ N, 1° 20′ 08″ E / 41.932324°N,1.335627°E 695 msnm     |           |                     | Modifica les dades a Wikidata |
|        | Collet de Pujaminyons | Pinell de Solsonès | collada      |                 | 41° 56′ 05″ N, 1° 24′ 13″ E / 41.93474944°N,1.40357222°E 765 msnm |           |                     | Modifica les dades a Wikidata |
|        | Collet de Sangrà      | Pinell de Solsonès | collada      |                 | 41° 57′ 32″ N, 1° 21′ 26″ E / 41.959°N,1.35726°E 661 msnm         |           |                     | Modifica les dades a Wikidata |
|        | els Colls             | Pinell de Solsonès | collada      | Hi passa: C-149 | 41° 57′ 05″ N, 1° 21′ 59″ E / 41.95151472°N,1.36642778°E 700 msnm |           |                     | Modifica les dades a Wikidata |

## curs d'aigua
| imatge | Nom                                   | Ubicat a                                                            | instància de | Detalls                                                           | coordenades | Protecció | Commons (més fotos)                   | Dades a WD                    |
| ------ | ------------------------------------- | ------------------------------------------------------------------- | ------------ | ----------------------------------------------------------------- | --- | --------- | ------------------------------------- | ----------------------------- |
|        | Barranc de Gepils                     | Pinell de Solsonès                                                  | curs d'aigua | Desemboca: riera de Madrona Llarg: 1.15km Conca: 41.4ha           | 41° 58′ 46″ N, 1° 23′ 40″ E / 41.979358°N,1.3945°E 41° 58′ 22″ N, 1° 23′ 19″ E / 41.972881°N,1.388592°E                                       |           |                                       | Modifica les dades a Wikidata |
|        | Barranc de Guardiola                  | Vilanova de l'Aguda Bassella Pinell de Solsonès                     | curs d'aigua | Desemboca: riera de Madrona Llarg: 3.03km Conca: 3.38km²          | 41° 57′ 04″ N, 1° 17′ 09″ E / 41.951213°N,1.285826°E 41° 58′ 21″ N, 1° 17′ 45″ E / 41.972425°N,1.295944°E                                     |           |                                       | Modifica les dades a Wikidata |
|        | Barranc de Maçana                     | Pinell de Solsonès                                                  | curs d'aigua | Desemboca: riera de Madrona Llarg: 3.18km Conca: 3.29km²          | 41° 59′ 36″ N, 1° 21′ 04″ E / 41.993303°N,1.351182°E 41° 58′ 15″ N, 1° 20′ 03″ E / 41.970957°N,1.334289°E                                     |           |                                       | Modifica les dades a Wikidata |
|        | Barranc de Pinós                      | Pinell de Solsonès                                                  | curs d'aigua | Desemboca: riera de Madrona Llarg: 2.6km Conca: 113.7ha           | 41° 57′ 14″ N, 1° 18′ 19″ E / 41.953836°N,1.305344°E 41° 58′ 21″ N, 1° 18′ 38″ E / 41.972377°N,1.310645°E                                     |           | Barranc de Pinós                      | Modifica les dades a Wikidata |
|        | Barranc de Sangrà                     | Pinell de Solsonès                                                  | curs d'aigua | Desemboca: riera de Madrona Llarg: 3.83km Conca: 6.9km²           | 41° 56′ 45″ N, 1° 21′ 08″ E / 41.945866°N,1.352128°E 41° 58′ 05″ N, 1° 19′ 59″ E / 41.968004°N,1.333087°E                                     |           | Barranc de Sangrà                     | Modifica les dades a Wikidata |
|        | Barranc de Sant Tirs                  | Pinell de Solsonès Castellar de la Ribera                           | curs d'aigua | Desemboca: riera de Madrona Llarg: 7.63km Conca: 15.91km²         | 42° 00′ 02″ N, 1° 25′ 36″ E / 42.000472°N,1.426558°E 41° 58′ 13″ N, 1° 20′ 54″ E / 41.970211°N,1.348375°E                                     |           |                                       | Modifica les dades a Wikidata |
|        | Barranc de Vallcirera                 | Pinell de Solsonès                                                  | curs d'aigua | Desemboca: riera de Madrona Llarg: 1.8km Conca: 118.6ha           | 41° 57′ 07″ N, 1° 22′ 03″ E / 41.951822°N,1.367418°E 41° 57′ 59″ N, 1° 21′ 59″ E / 41.966503°N,1.366506°E                                     |           |                                       | Modifica les dades a Wikidata |
|        | Barranc de Valldecom                  | Pinell de Solsonès                                                  | curs d'aigua | Desemboca: riera de Sallent Llarg: 5.43km Conca: 5.54km²          | 41° 56′ 42″ N, 1° 19′ 55″ E / 41.94507194444444°N,1.33202°E 41° 54′ 07″ N, 1° 20′ 09″ E / 41.901975°N,1.3356980555555555°E                    |           |                                       | Modifica les dades a Wikidata |
|        | Barranc de Vilardaga                  | Pinell de Solsonès                                                  | curs d'aigua | Desemboca: rasa de la Caseta Llarg: 1.35km Conca: 37.6ha          | 41° 57′ 13″ N, 1° 22′ 25″ E / 41.95371°N,1.373665°E 41° 57′ 55″ N, 1° 22′ 22″ E / 41.965411°N,1.372866°E                                      |           |                                       | Modifica les dades a Wikidata |
|        | Barranc de les Cases                  | Pinell de Solsonès Castellar de la Ribera                           | curs d'aigua | Desemboca: riera de Madrona Llarg: 2.96km Conca: 256.9ha          | 41° 59′ 47″ N, 1° 22′ 11″ E / 41.996435°N,1.369861°E 41° 58′ 28″ N, 1° 21′ 27″ E / 41.974418°N,1.35749°E                                      |           |                                       | Modifica les dades a Wikidata |
|        | Barranc del Cornet                    | Pinell de Solsonès Bassella                                         | curs d'aigua | Desemboca: riera de Madrona Llarg: 3.23km Conca: 2.53km²          | 41° 59′ 33″ N, 1° 18′ 27″ E / 41.992603°N,1.307455°E 41° 58′ 42″ N, 1° 17′ 18″ E / 41.978432°N,1.288373°E                                     |           |                                       | Modifica les dades a Wikidata |
|        | Barranc dels Apòstols                 | Pinell de Solsonès Castellar de la Ribera                           | curs d'aigua | Desemboca: Barranc de Sant Tirs Llarg: 3.58km Conca: 4.57km²      | 42° 00′ 02″ N, 1° 25′ 36″ E / 42.00047°N,1.426597°E 41° 59′ 19″ N, 1° 23′ 49″ E / 41.988644°N,1.396914°E                                      |           |                                       | Modifica les dades a Wikidata |
|        | Clot de Ripoll                        | Pinell de Solsonès                                                  | curs d'aigua | Desemboca: riera de Madrona Llarg: 1.64km Conca: 84.5ha           | 41° 58′ 54″ N, 1° 20′ 58″ E / 41.981787°N,1.349548°E 41° 58′ 13″ N, 1° 20′ 50″ E / 41.970192°N,1.34709°E                                      |           |                                       | Modifica les dades a Wikidata |
|        | Clot de l'Infern (Pinell de Solsonès) | Pinell de Solsonès                                                  | curs d'aigua | Desemboca: riera de Madrona Llarg: 4.4km Conca: 3.77km²           | 41° 57′ 02″ N, 1° 19′ 03″ E / 41.950465°N,1.317426°E 41° 58′ 10″ N, 1° 19′ 01″ E / 41.969437°N,1.31683°E                                      |           | Clot de l'Infern (Pinell de Solsonès) | Modifica les dades a Wikidata |
|        | Clot de la Masia Cremada              | Pinell de Solsonès                                                  | curs d'aigua | Desemboca: riera de Madrona Llarg: 1.72km Conca: 81.1ha           | 41° 57′ 33″ N, 1° 18′ 18″ E / 41.959169°N,1.304865°E 41° 58′ 18″ N, 1° 18′ 12″ E / 41.971773°N,1.303287°E                                     |           |                                       | Modifica les dades a Wikidata |
|        | Clot del Bancal                       | Pinell de Solsonès Torrefeta i Florejacs                            | curs d'aigua | Desemboca: rasa del Pujol (Segarra-Solsonès) Llarg: 0.88km        | 41° 55′ 23″ N, 1° 17′ 59″ E / 41.922961°N,1.299664°E 41° 55′ 14″ N, 1° 18′ 32″ E / 41.920554°N,1.308911°E                                     |           |                                       | Modifica les dades a Wikidata |
|        | Frau del Puit                         | Pinell de Solsonès                                                  | curs d'aigua | Desemboca: riera de Lloberola Conca: 38.42km²                     | 41° 58′ 29″ N, 1° 27′ 07″ E / 41.974758055555554°N,1.4520419444444443°E 41° 56′ 53″ N, 1° 26′ 58″ E / 41.948105°N,1.4494719444444444°E        |           |                                       | Modifica les dades a Wikidata |
|        | rasa de Caelles                       | Pinell de Solsonès                                                  | curs d'aigua | Desemboca: rasa de Coll-de-frares Llarg: 1.69km                   | 41° 56′ 05″ N, 1° 21′ 18″ E / 41.934822°N,1.354978°E 41° 55′ 19″ N, 1° 20′ 52″ E / 41.921881°N,1.347858°E                                     |           |                                       | Modifica les dades a Wikidata |
|        | rasa de Castellana                    | Pinell de Solsonès                                                  | curs d'aigua | Desemboca: rasa de Coll-de-frares Llarg: 1.49km Conca: 66.2ha     | 41° 56′ 22″ N, 1° 20′ 15″ E / 41.939383°N,1.337548°E 41° 55′ 54″ N, 1° 20′ 39″ E / 41.931747°N,1.344169°E                                     |           |                                       | Modifica les dades a Wikidata |
|        | rasa de Cavallol                      | Pinell de Solsonès                                                  | curs d'aigua | Desemboca: Barranc de Maçana Llarg: 1.57km Conca: 103ha           | 41° 59′ 16″ N, 1° 19′ 53″ E / 41.987716°N,1.33139°E 41° 58′ 40″ N, 1° 20′ 14″ E / 41.97778°N,1.337099°E                                       |           |                                       | Modifica les dades a Wikidata |
|        | rasa de Cavallolet                    | Pinell de Solsonès                                                  | curs d'aigua | Desemboca: rasa de Martins Llarg: 2km Conca: 100.8ha              | 41° 59′ 14″ N, 1° 19′ 36″ E / 41.987098°N,1.326644°E 41° 58′ 44″ N, 1° 18′ 49″ E / 41.978793°N,1.313656°E                                     |           |                                       | Modifica les dades a Wikidata |
|        | rasa de Coll-de-frares                | Pinell de Solsonès                                                  | curs d'aigua | Desemboca: riera de Sallent Llarg: 5.06km Conca: 5.03km²          | 41° 56′ 40″ N, 1° 21′ 05″ E / 41.944493°N,1.351512°E 41° 54′ 28″ N, 1° 20′ 29″ E / 41.907646°N,1.341392°E                                     |           |                                       | Modifica les dades a Wikidata |
|        | rasa de Cària                         | Castellar de la Ribera Pinell de Solsonès                           | curs d'aigua | Desemboca: riera de Madrona Llarg: 3.86km Conca: 4.56km²          | 41° 58′ 41″ N, 1° 27′ 00″ E / 41.977944°N,1.450079°E 41° 58′ 28″ N, 1° 24′ 32″ E / 41.974533°N,1.408764°E                                     |           |                                       | Modifica les dades a Wikidata |
|        | rasa de Martins                       | Pinell de Solsonès Bassella                                         | curs d'aigua | Desemboca: riera de Madrona Llarg: 2.9km Conca: 214.9ha           | 41° 59′ 12″ N, 1° 18′ 57″ E / 41.986685°N,1.315935°E 41° 58′ 27″ N, 1° 18′ 25″ E / 41.974113°N,1.30681°E                                      |           |                                       | Modifica les dades a Wikidata |
|        | rasa de Maçana                        | Pinell de Solsonès Castellar de la Ribera                           | curs d'aigua | Desemboca: Barranc de les Cases Llarg: 1.31km Conca: 46.4ha       | 41° 59′ 33″ N, 1° 21′ 10″ E / 41.992404°N,1.352877°E 41° 58′ 59″ N, 1° 21′ 37″ E / 41.983007°N,1.360181°E                                     |           |                                       | Modifica les dades a Wikidata |
|        | rasa de Sant Climenç                  | Pinell de Solsonès                                                  | curs d'aigua | Desemboca: riera de Sanaüja Llarg: 4.54km Conca: 4.22km²          | 41° 57′ 47″ N, 1° 26′ 10″ E / 41.963036°N,1.436084°E 41° 55′ 50″ N, 1° 25′ 10″ E / 41.930508°N,1.419511°E                                     |           |                                       | Modifica les dades a Wikidata |
|        | rasa de Torrenegra                    | Pinell de Solsonès                                                  | curs d'aigua | Desemboca: rasa del Torrent Llarg: 1.21km Conca: 52.4ha           | 41° 56′ 27″ N, 1° 24′ 47″ E / 41.940735°N,1.412979°E 41° 56′ 34″ N, 1° 24′ 06″ E / 41.942664°N,1.401761°E                                     |           |                                       | Modifica les dades a Wikidata |
|        | rasa de l'Hostal                      | Pinell de Solsonès                                                  | curs d'aigua | Desemboca: rasa de Cària Llarg: 1.21km Conca: 40.9ha              | 41° 57′ 47″ N, 1° 24′ 46″ E / 41.962982°N,1.412741°E 41° 58′ 24″ N, 1° 24′ 39″ E / 41.973321°N,1.410806°E                                     |           |                                       | Modifica les dades a Wikidata |
|        | rasa de l'Obaga de la Castellana      | Pinell de Solsonès                                                  | curs d'aigua | Desemboca: Barranc de Sangrà Llarg: 1.76km Conca: 106.3ha         | 41° 56′ 42″ N, 1° 20′ 16″ E / 41.944993°N,1.337782°E 41° 57′ 25″ N, 1° 20′ 42″ E / 41.957017°N,1.344969°E                                     |           |                                       | Modifica les dades a Wikidata |
|        | rasa de la Caseta                     | Pinell de Solsonès                                                  | curs d'aigua | Desemboca: riera de Madrona Llarg: 2.51km Conca: 249.9ha          | 41° 57′ 30″ N, 1° 23′ 41″ E / 41.958326°N,1.394591°E 41° 58′ 02″ N, 1° 22′ 14″ E / 41.967192°N,1.37051°E                                      |           |                                       | Modifica les dades a Wikidata |
|        | rasa de la Codina (Solsonès)          | Pinell de Solsonès                                                  | curs d'aigua | Desemboca: rasa del Puit Llarg: 2.6km Conca: 214.9ha              | 41° 56′ 55″ N, 1° 22′ 00″ E / 41.948647°N,1.366763°E 41° 55′ 52″ N, 1° 21′ 56″ E / 41.931157°N,1.365533°E                                     |           |                                       | Modifica les dades a Wikidata |
|        | rasa de la Rovira (Pinell)            | Pinell de Solsonès Biosca                                           | curs d'aigua | Desemboca: rasa del Torrent Llarg: 2.4km Conca: 212.4ha           | 41° 55′ 52″ N, 1° 24′ 25″ E / 41.93109°N,1.406916°E 41° 55′ 40″ N, 1° 22′ 46″ E / 41.927734°N,1.379466°E                                      |           |                                       | Modifica les dades a Wikidata |
|        | rasa de les Cots                      | Pinell de Solsonès                                                  | curs d'aigua | Desemboca: rasa del Puit Llarg: 0.73km Conca: 54ha                | 41° 56′ 55″ N, 1° 24′ 10″ E / 41.948685°N,1.40275°E 41° 56′ 59″ N, 1° 23′ 32″ E / 41.949802°N,1.392154°E                                      |           |                                       | Modifica les dades a Wikidata |
|        | rasa del Casó (Bassella)              | Bassella Pinell de Solsonès                                         | curs d'aigua | Desemboca: Barranc del Cornet Llarg: 1km Conca: 50ha              | 41° 59′ 25″ N, 1° 19′ 01″ E / 41.990365°N,1.316825°E 41° 59′ 14″ N, 1° 18′ 19″ E / 41.987194°N,1.30515°E                                      |           |                                       | Modifica les dades a Wikidata |
|        | rasa del Casó (Pinell)                | Pinell de Solsonès                                                  | curs d'aigua | Desemboca: rasa de la Rovira (Pinell) Llarg: 0.73km Conca: 25.9ha | 41° 55′ 17″ N, 1° 23′ 53″ E / 41.921391°N,1.398146°E 41° 55′ 42″ N, 1° 23′ 32″ E / 41.92845°N,1.392193°E                                      |           |                                       | Modifica les dades a Wikidata |
|        | rasa del Puit                         | Pinell de Solsonès                                                  | curs d'aigua | Desemboca: riera de Sallent Llarg: 10.9km Conca: 10.9km²          | 41° 57′ 53″ N, 1° 25′ 41″ E / 41.964622°N,1.428189°E 41° 55′ 23″ N, 1° 21′ 44″ E / 41.923172°N,1.362336°E                                     |           |                                       | Modifica les dades a Wikidata |
|        | rasa del Pujol (Segarra-Solsonès)     | Pinell de Solsonès Sanaüja Torrefeta i Florejacs                    | curs d'aigua | Desemboca: riera de Sanaüja Llarg: 7.15km Conca: 10.77km²         | 41° 56′ 40″ N, 1° 18′ 46″ E / 41.944307°N,1.31269°E 41° 53′ 21″ N, 1° 19′ 24″ E / 41.889236°N,1.323295°E                                      |           |                                       | Modifica les dades a Wikidata |
|        | rasa del Torrent                      | Pinell de Solsonès Biosca                                           | curs d'aigua | Desemboca: riera de Sallent                                       | 41° 56′ 49″ N, 1° 24′ 45″ E / 41.946885°N,1.4125488888888889°E 41° 55′ 23″ N, 1° 21′ 44″ E / 41.923186111111114°N,1.3623411111111112°E        |           |                                       | Modifica les dades a Wikidata |
|        | riera de Madrona                      | Castellar de la Ribera Pinell de Solsonès Bassella                  | curs d'aigua | Desemboca: Segre Llarg: 25.6km Conca: 79.43km²                    | 41° 59′ 50″ N, 1° 28′ 07″ E / 41.997294°N,1.468565°E 41° 58′ 21″ N, 1° 17′ 17″ E / 41.9724°N,1.288103°E                                       |           | Riera de Madrona                      | Modifica les dades a Wikidata |
|        | riera de Sallent                      | Pinell de Solsonès Biosca                                           | curs d'aigua | Desemboca: riera de Sanaüja Llarg: 2.47km Conca: 36.79km²         | 41° 55′ 23″ N, 1° 21′ 44″ E / 41.92316805555556°N,1.3623480555555556°E 41° 54′ 07″ N, 1° 20′ 09″ E / 41.90197111111111°N,1.3357280555555555°E |           |                                       | Modifica les dades a Wikidata |
|        | riera de Sanaüja                      | Olius Llobera Pinell de Solsonès Biosca Sanaüja Vilanova de l'Aguda | curs d'aigua | Desemboca: Llobregós Llarg: 33.7km Conca: 128.82km²               | 41° 59′ 29″ N, 1° 28′ 17″ E / 41.99145194444444°N,1.4712619444444446°E 41° 52′ 29″ N, 1° 15′ 59″ E / 41.87484194444444°N,1.2664911111111112°E |           | Riera de Sanaüja                      | Modifica les dades a Wikidata |

## edifici
| imatge | Nom                             | Ubicat a     | instància de | Detalls                                  | coordenades                                                       | Protecció                                  | Commons (més fotos)             | Dades a WD                    |
| ------ | ------------------------------- | ------------ | ------------ | ---------------------------------------- | ----------------------------------------------------------------- | ------------------------------------------ | ------------------------------- | ----------------------------- |
|        | Rectoria de Miravé              | Miravé       | edifici      | Estil: arquitectura popular 19th century | 41° 57′ 39″ N, 1° 27′ 32″ E / 41.960958°N,1.458763°E 888 msnm     | bé integrant del patrimoni cultural català | Rectoria de Miravé              | Modifica les dades a Wikidata |
|        | Rectoria de Sallent de Solsonès | Sallent      | edifici      | Estil: arquitectura popular 17th century | 41° 54′ 18″ N, 1° 20′ 07″ E / 41.90487222°N,1.33533722°E 499 msnm | bé integrant del patrimoni cultural català | Rectoria de Sallent de Solsonès | Modifica les dades a Wikidata |
|        | la Torre Molí de Vent           | Sant Climenç | edifici      | Estil: arquitectura popular              | 41° 57′ 17″ N, 1° 25′ 09″ E / 41.954783°N,1.419083°E 808 msnm     | bé integrant del patrimoni cultural català | La Torre Molí de Vent           | Modifica les dades a Wikidata |

## entitat singular de població
| imatge | Nom                | Ubicat a           | instància de                                   | Detalls | coordenades                                                         | Protecció | Commons (més fotos) | Dades a WD                    |
| ------ | ------------------ | ------------------ | ---------------------------------------------- | ------- | ------------------------------------------------------------------- | --------- | ------------------- | ----------------------------- |
|        | Madrona            | Pinell de Solsonès | entitat singular de població                   | 30 hab  | 41° 58′ 04″ N, 1° 20′ 14″ E / 41.96770222°N,1.33730833°E 549.5 msnm |           | Madrona             | Modifica les dades a Wikidata |
|        | Miravé             | Pinell de Solsonès | entitat singular de població                   | 19 hab  | 41° 57′ 39″ N, 1° 27′ 32″ E / 41.96085833°N,1.45884167°E 883.8 msnm |           | Miravé              | Modifica les dades a Wikidata |
|        | Pinell de Solsonès | Pinell de Solsonès | entitat singular de població                   | 25 hab  | 41° 58′ 16″ N, 1° 23′ 59″ E / 41.97118869°N,1.39958754°E 647 msnm   |           |                     | Modifica les dades a Wikidata |
|        | Sallent            | Pinell de Solsonès | entitat singular de població                   | 22 hab  | 41° 54′ 16″ N, 1° 20′ 07″ E / 41.90456389°N,1.33522944°E 498.5 msnm |           | Sallent de Solsonès | Modifica les dades a Wikidata |
|        | Sant Climenç       | Pinell de Solsonès | entitat singular de població capital municipal | 107 hab | 41° 57′ 06″ N, 1° 25′ 08″ E / 41.95161694°N,1.41891972°E 802.9 msnm |           | Sant Climenç        | Modifica les dades a Wikidata |

## església
| imatge | Nom                                  | Ubicat a           | instància de                 | Detalls                                                                           | coordenades                                                                                              | Protecció                                  | Commons (més fotos)                 | Dades a WD                    |
| ------ | ------------------------------------ | ------------------ | ---------------------------- | --------------------------------------------------------------------------------- | --- | ------------------------------------------ | ----------------------------------- | ----------------------------- |
|        | Sant Antoni de Santes Masses         | Madrona            | església                     | Estil: arquitectura romànica 12nd century Estat: ruïnós                           | 41° 58′ 04″ N, 1° 18′ 40″ E / 41.967834°N,1.310998°E ca:A la masia Santesmasses 576 msnm                 | bé integrant del patrimoni cultural català | Sant Antoni de Santes Masses        | Modifica les dades a Wikidata |
|        | Sant Ermengol de Madrona             | Sant Climenç       | església                     | Estil: arquitectura popular 19th century                                          | 41° 56′ 55″ N, 1° 24′ 35″ E / 41.948545°N,1.409845°E ca:A 600 m de les Cots 802 msnm                     | bé integrant del patrimoni cultural català | Sant Ermengol de Madrona            | Modifica les dades a Wikidata |
|        | Sant Ermengol de Madrona             | Sant Climenç       | església                     | Estil: arquitectura romànica 11st century Estat: ruïnós                           | 41° 56′ 54″ N, 1° 24′ 36″ E / 41.94827°N,1.40987°E ca:A 600 m de les Cots 805 msnm                       | bé integrant del patrimoni cultural català | Sant Ermengol de Madrona (vell)     | Modifica les dades a Wikidata |
|        | Sant Ermenter de Sangrà              | Madrona            | església                     |                                                                                   | 41° 57′ 35″ N, 1° 20′ 38″ E / 41.959771°N,1.343938°E ca:Masia de Sangrà 604 msnm                         |                                            | Sant Ermenter de Sangrà             | Modifica les dades a Wikidata |
|        | Sant Iscle de Miravé                 | Miravé             | església                     | 18th century                                                                      | 41° 58′ 00″ N, 1° 26′ 19″ E / 41.966559°N,1.43871°E ca:Carretera Solsona a Sant Climenç, km 9,4 889 msnm | bé integrant del patrimoni cultural català | Sant Iscle de Miravé                | Modifica les dades a Wikidata |
|        | Sant Jaume de Rossells               | Sallent            | església                     | Estil: arquitectura popular 18th century                                          | 41° 56′ 15″ N, 1° 19′ 29″ E / 41.937478°N,1.324634°E 671 msnm                                            | bé integrant del patrimoni cultural català | Sant Jaume de Rossells              | Modifica les dades a Wikidata |
|        | Sant Jaume de Sallent                | Sallent            | església església parroquial | Estil: arquitectura popular 17th century                                          | 41° 54′ 11″ N, 1° 20′ 07″ E / 41.9031°N,1.33535°E 472 msnm                                               | bé integrant del patrimoni cultural català | Sant Jaume de Sallent               | Modifica les dades a Wikidata |
|        | Sant Jaume de Sallent                | Sallent            | església                     | Estil: arquitectura popular 20th century                                          | 41° 54′ 17″ N, 1° 20′ 07″ E / 41.904853°N,1.335246°E 496 msnm                                            | bé integrant del patrimoni cultural català | Sant Jaume de Sallent (nou)         | Modifica les dades a Wikidata |
|        | Sant Joan de Madrona                 | Madrona            | església                     | Estil: arquitectura popular 12nd century Estat: ruïnós                            | 41° 57′ 46″ N, 1° 19′ 37″ E / 41.962642°N,1.326822°E 648 msnm                                            | bé integrant del patrimoni cultural català | Sant Joan de Madrona                | Modifica les dades a Wikidata |
|        | Sant Miquel de Pinell                | Pinell             | església església parroquial | Estil: arquitectura popular 18th century                                          | 41° 58′ 16″ N, 1° 23′ 58″ E / 41.971212°N,1.399349°E 639 msnm                                            | bé integrant del patrimoni cultural català | Sant Miquel de Pinell               | Modifica les dades a Wikidata |
|        | Sant Pere de Madrona                 | Madrona            | església església parroquial | Estil: arquitectura romànica 12nd century Estat: ruïnós                           | 41° 58′ 05″ N, 1° 20′ 08″ E / 41.968038°N,1.335479°E 550 msnm                                            |                                            | Sant Pere de Madrona                | Modifica les dades a Wikidata |
|        | Sant Pere de Miravé                  | Miravé             | església església parroquial | Estil: arquitectura popular 11st century                                          | 41° 57′ 39″ N, 1° 27′ 33″ E / 41.960887°N,1.459157°E 882 msnm                                            | bé integrant del patrimoni cultural català | Sant Pere de Miravé                 | Modifica les dades a Wikidata |
|        | Sant Tirs de Pinell                  | Pinell             | església                     | Estil: arquitectura popular 18th century                                          | 41° 58′ 37″ N, 1° 22′ 49″ E / 41.977004°N,1.380145°E ca:A 150 m de la masia Sant Tirs 634 msnm           | bé integrant del patrimoni cultural català | Església de Sant Tirs               | Modifica les dades a Wikidata |
|        | Santa Magdalena de Cal Setó          | Sant Climenç       | església                     | Estil: arquitectura popular 18th century                                          | 41° 56′ 19″ N, 1° 24′ 09″ E / 41.93864°N,1.402538°E ca:A 150 m de Cal Setó 757 msnm                      | bé integrant del patrimoni cultural català | Santa Magdalena de Cal Setó         | Modifica les dades a Wikidata |
|        | Santa Maria del Puit                 | Sant Climenç       | església                     | Estil: arquitectura popular 18th century                                          | 41° 56′ 50″ N, 1° 23′ 15″ E / 41.94713°N,1.387531°E ca:A 600 m de la masia del Puit 687 msnm             | bé integrant del patrimoni cultural català | Santa Maria del Puit                | Modifica les dades a Wikidata |
|        | capella de Coïns                     | Sant Climenç       | església                     | Estil: arquitectura romànica 12nd century Estat: ruïnós                           | 41° 56′ 32″ N, 1° 25′ 45″ E / 41.942173°N,1.429039°E 810 msnm                                            | bé integrant del patrimoni cultural català | Capella de Coïns                    | Modifica les dades a Wikidata |
|        | capella de Llorenç                   | Sant Climenç       | església                     | Estil: arquitectura popular 20th century                                          | 41° 55′ 58″ N, 1° 22′ 49″ E / 41.93283°N,1.380327°E ca:Annexa a la masia Llorenç 710 msnm                | bé integrant del patrimoni cultural català | Capella de Llorenç                  | Modifica les dades a Wikidata |
|        | capella de Sant Romà de Pinell       | Sallent            | església                     | Estil: arquitectura romànica 11st century                                         | 41° 55′ 35″ N, 1° 21′ 19″ E / 41.926379°N,1.355274°E ca:Masia Sant Romà 679 msnm                         | bé integrant del patrimoni cultural català | Capella de Sant Romà de Pinell      | Modifica les dades a Wikidata |
|        | capella de Santes Creus de Bordell   | Madrona            | església                     | Estil: arquitectura romànica 12nd century                                         | 41° 56′ 59″ N, 1° 18′ 47″ E / 41.949706°N,1.313105°E ca:Serra del Bancal 781 msnm                        | bé integrant del patrimoni cultural català | Capella de Santes Creus de Bordell  | Modifica les dades a Wikidata |
|        | església de Sant Climenç             | Sant Climenç       | església església parroquial | Estil: arquitectura romànica 12nd century                                         | 41° 57′ 01″ N, 1° 25′ 08″ E / 41.95033056°N,1.41888222°E ca:Pl. de l'Església 807 msnm                   | bé integrant del patrimoni cultural català | Església de Sant Climenç            | Modifica les dades a Wikidata |
|        | església parroquial de Santa Madrona | Madrona            | església                     | Estil: arquitectura neoclàssica 18th century Anomenat per: Madrona de Tessalònica | 41° 58′ 04″ N, 1° 20′ 14″ E / 41.9677°N,1.33736°E 548 msnm                                               | bé integrant del patrimoni cultural català | Església de Santa Madrona (Madrona) | Modifica les dades a Wikidata |
|        | l'Ascensió                           | Pinell de Solsonès | església ermita              | Estil: arquitectura popular 18th century                                          | 41° 56′ 44″ N, 1° 20′ 12″ E / 41.945576°N,1.336697°E ca:En la carretera de Solsona a Sanaüja 731 msnm    | bé integrant del patrimoni cultural català | Ermita de l'Ascensió de Pinell      | Modifica les dades a Wikidata |

## font
| imatge | Nom                  | Ubicat a     | instància de | Detalls | coordenades                                                                  | Protecció | Commons (més fotos) | Dades a WD                    |
| ------ | -------------------- | ------------ | ------------ | ------- | ---------------------------------------------------------------------------- | --------- | ------------------- | ----------------------------- |
|        | font de Sant Climenç | Sant Climenç | font         |         | 41° 56′ 59″ N, 1° 25′ 18″ E / 41.9496097189281°N,1.42174724097782°E 775 msnm |           |                     | Modifica les dades a Wikidata |
|        | font de Torralta     | Sallent      | font         |         | 41° 54′ 39″ N, 1° 20′ 01″ E / 41.9107268419951°N,1.33363794515807°E 496 msnm |           |                     | Modifica les dades a Wikidata |
|        | font de la Trilla    | Pinell       | font         |         | 41° 58′ 52″ N, 1° 25′ 05″ E / 41.9811078898325°N,1.41803630003765°E 642 msnm |           |                     | Modifica les dades a Wikidata |
|        | fonts de Sallent     | Sallent      | font         |         | 41° 54′ 05″ N, 1° 20′ 08″ E / 41.9013428307877°N,1.33554568200355°E 441 msnm |           |                     | Modifica les dades a Wikidata |

## indret
| imatge | Nom                 | Ubicat a           | instància de | Detalls | coordenades                                                           | Protecció | Commons (més fotos) | Dades a WD                    |
| ------ | ------------------- | ------------------ | ------------ | ------- | --------------------------------------------------------------------- | --------- | ------------------- | ----------------------------- |
|        | Clot d'Huguets      | Madrona            | indret       |         | 41° 55′ 52″ N, 1° 19′ 09″ E / 41.93107778°N,1.31905083°E 634 msnm     |           |                     | Modifica les dades a Wikidata |
|        | Clot de Sallent     | Sallent            | indret       |         | 41° 54′ 57″ N, 1° 19′ 09″ E / 41.91571389°N,1.3191375°E 560 620 msnm  |           |                     | Modifica les dades a Wikidata |
|        | Costa de Coïns      | Sant Climenç       | indret       |         | 41° 56′ 06″ N, 1° 25′ 43″ E / 41.93500472°N,1.42851389°E 650 725 msnm |           |                     | Modifica les dades a Wikidata |
|        | Costa del Xerpell   | Sant Climenç       | indret       |         | 41° 55′ 26″ N, 1° 24′ 35″ E / 41.92382222°N,1.40968333°E 620 740 msnm |           |                     | Modifica les dades a Wikidata |
|        | Costes de Sant Romà | Sant Climenç       | indret       |         | 41° 55′ 52″ N, 1° 21′ 49″ E / 41.93111667°N,1.36369722°E 600 650 msnm |           |                     | Modifica les dades a Wikidata |
|        | Els Planells        | Sant Climenç       | indret       |         | 41° 57′ 32″ N, 1° 25′ 52″ E / 41.959°N,1.43106°E 815 msnm             |           |                     | Modifica les dades a Wikidata |
|        | La Plana            | Madrona            | indret       |         | 41° 58′ 58″ N, 1° 19′ 50″ E / 41.982803°N,1.330608°E 620 msnm         |           |                     | Modifica les dades a Wikidata |
|        | Pla de Tugues       | Pinell de Solsonès | indret       |         | 41° 56′ 56″ N, 1° 21′ 01″ E / 41.9489°N,1.35032°E Madrona 675 msnm    |           |                     | Modifica les dades a Wikidata |
|        | Planes de Riatós    | Madrona            | indret       |         | 41° 55′ 48″ N, 1° 18′ 25″ E / 41.93008889°N,1.30704722°E 630 msnm     |           |                     | Modifica les dades a Wikidata |
|        | Plans de la Serra   | Sant Climenç       | indret       |         | 41° 56′ 48″ N, 1° 22′ 44″ E / 41.94678611°N,1.37889722°E 695 msnm     |           |                     | Modifica les dades a Wikidata |
|        | Plans de la Serra   | Madrona            | indret       |         | 41° 56′ 20″ N, 1° 20′ 07″ E / 41.93893889°N,1.33539028°E 725 msnm     |           |                     | Modifica les dades a Wikidata |

## masia
| imatge | Nom                 | Ubicat a           | instància de | Detalls                                                   | coordenades                                                                                              | Protecció                                  | Commons (més fotos)               | Dades a WD                    |
| ------ | ------------------- | ------------------ | ------------ | --------------------------------------------------------- | --- | ------------------------------------------ | --------------------------------- | ----------------------------- |
|        | Auguets             | Madrona            | masia        | Estil: arquitectura popular 18th century                  | 41° 55′ 47″ N, 1° 19′ 25″ E / 41.92986111°N,1.32363889°E 660 msnm                                        | bé integrant del patrimoni cultural català | Auguets                           | Modifica les dades a Wikidata |
|        | Ca l'Ermengol       | Pinell             | masia        |                                                           | 41° 57′ 54″ N, 1° 23′ 29″ E / 41.9650131617885°N,1.39143936341771°E 638 msnm                             |                                            |                                   | Modifica les dades a Wikidata |
|        | Caelles             | Madrona            | masia        | Estil: arquitectura popular 18th century Estat: en perill | 41° 55′ 54″ N, 1° 21′ 01″ E / 41.931536°N,1.350317°E 672 msnm                                            | bé integrant del patrimoni cultural català | Caelles (Pinell de Solsonès)      | Modifica les dades a Wikidata |
|        | Cal Batlle          | Sallent            | masia        |                                                           | 41° 54′ 17″ N, 1° 20′ 07″ E / 41.9046°N,1.33518°E 498 msnm                                               |                                            | Cal Batlle (Sallent)              | Modifica les dades a Wikidata |
|        | Cal Canut           | Sallent            | masia        | Estat: enderrocat o destruït                              | 41° 54′ 15″ N, 1° 20′ 07″ E / 41.9041°N,1.33529°E 486.5 msnm                                             |                                            | Cal Canut (Sallent)               | Modifica les dades a Wikidata |
|        | Cal Gabriel         | Sallent            | masia        |                                                           | 41° 55′ 32″ N, 1° 19′ 33″ E / 41.9256161563268°N,1.325712867272°E 617 msnm                               |                                            |                                   | Modifica les dades a Wikidata |
|        | Cal Llobet          | Madrona            | masia        |                                                           | 41° 58′ 03″ N, 1° 18′ 42″ E / 41.96752778°N,1.31166667°E 552 msnm                                        |                                            | Cal Llobet (Pinell de Solsonès)   | Modifica les dades a Wikidata |
|        | Cal Masses          | Madrona            | masia        | Estat: en perill                                          | 41° 56′ 54″ N, 1° 19′ 38″ E / 41.9482°N,1.3271°E 703 msnm                                                |                                            |                                   | Modifica les dades a Wikidata |
|        | Cal Mingo           | Madrona            | masia        |                                                           | 41° 56′ 22″ N, 1° 22′ 15″ E / 41.9395°N,1.37097°E 668 msnm                                               |                                            |                                   | Modifica les dades a Wikidata |
|        | Cal Quel            | Sant Climenç       | masia        |                                                           | 41° 56′ 46″ N, 1° 24′ 40″ E / 41.9461921059371°N,1.41099802298304°E 764 msnm                             |                                            |                                   | Modifica les dades a Wikidata |
|        | Cal Sargantalla     | Sallent            | masia        | Estat: enderrocat o destruït                              | 41° 54′ 15″ N, 1° 20′ 07″ E / 41.90405278°N,1.33528611°E 486.5 msnm                                      |                                            | Cal Sargantalla                   | Modifica les dades a Wikidata |
|        | Cal Setó            | Sant Climenç       | masia        |                                                           | 41° 56′ 20″ N, 1° 24′ 04″ E / 41.938825°N,1.40112333°E 750 msnm                                          |                                            |                                   | Modifica les dades a Wikidata |
|        | Cal Travesset       | Miravé             | masia        | Estat: ruïnós                                             | 41° 56′ 56″ N, 1° 27′ 01″ E / 41.949°N,1.45031°E 731 msnm                                                |                                            |                                   | Modifica les dades a Wikidata |
|        | Cal Ventureta       | Miravé             | masia        |                                                           | 41° 57′ 49″ N, 1° 27′ 36″ E / 41.963592°N,1.46004°E 868 msnm                                             |                                            |                                   | Modifica les dades a Wikidata |
|        | Can Capità          | Sallent            | masia        | Estat: parcialment destruït                               | 41° 54′ 14″ N, 1° 20′ 07″ E / 41.90401389°N,1.33520861°E 486.5 msnm                                      |                                            | Can Capità                        | Modifica les dades a Wikidata |
|        | Can Castell         | Pinell             | masia        | Estat: ruïnós                                             | 41° 58′ 15″ N, 1° 25′ 02″ E / 41.9709°N,1.41717°E 691 msnm                                               |                                            |                                   | Modifica les dades a Wikidata |
|        | Can Ramon           | Miravé             | masia        |                                                           | 41° 57′ 51″ N, 1° 27′ 08″ E / 41.964058°N,1.452312°E 852 msnm                                            |                                            |                                   | Modifica les dades a Wikidata |
|        | Casa Nova de Sangrà | Madrona            | masia        |                                                           | 41° 57′ 30″ N, 1° 21′ 25″ E / 41.9581948286415°N,1.35706505137913°E 655 msnm                             |                                            |                                   | Modifica les dades a Wikidata |
|        | Casals              | Pinell             | masia        |                                                           | 41° 57′ 58″ N, 1° 23′ 01″ E / 41.9661°N,1.38367°E 634 msnm                                               |                                            | Casals (Pinell de Solsonès)       | Modifica les dades a Wikidata |
|        | Casanova de Pinell  | Pinell             | masia        | Estil: arquitectura popular 18th century                  | 41° 58′ 15″ N, 1° 24′ 00″ E / 41.970894°N,1.400123°E 652 msnm                                            | bé integrant del patrimoni cultural català | Casanova de Pinell                | Modifica les dades a Wikidata |
|        | Caseta de Can Ramon | Miravé             | masia        |                                                           | 41° 58′ 31″ N, 1° 27′ 04″ E / 41.9752833035566°N,1.45123904299708°E 858 msnm                             |                                            |                                   | Modifica les dades a Wikidata |
|        | Caseta de Llorenç   | Sallent            | masia        |                                                           | 41° 56′ 03″ N, 1° 23′ 04″ E / 41.9340936905464°N,1.38434036584658°E 708 msnm                             |                                            |                                   | Modifica les dades a Wikidata |
|        | Caseta de la Vila   | Madrona            | masia        | Estat: ruïnós                                             | 41° 57′ 39″ N, 1° 23′ 32″ E / 41.96070833°N,1.39218056°E 589 msnm                                        |                                            |                                   | Modifica les dades a Wikidata |
|        | Caseta del Bancal   | Madrona            | masia        |                                                           | 41° 55′ 26″ N, 1° 17′ 53″ E / 41.9237937035149°N,1.29793862589694°E 627 msnm                             |                                            |                                   | Modifica les dades a Wikidata |
|        | Castellana          | Madrona            | masia        | Estil: arquitectura popular 18th century                  | 41° 56′ 28″ N, 1° 20′ 51″ E / 41.941244°N,1.347557°E 689 msnm                                            | bé integrant del patrimoni cultural català | Castellana (Pinell de Solsonès)   | Modifica les dades a Wikidata |
|        | Casó de Sant Mer    | Madrona            | masia        | Estat: ruïnós                                             | 41° 59′ 12″ N, 1° 18′ 35″ E / 41.9866625861748°N,1.3098451641091°E 607 msnm                              |                                            |                                   | Modifica les dades a Wikidata |
|        | Cavallol            | Madrona            | masia        | Estil: arquitectura popular 19th century                  | 41° 59′ 10″ N, 1° 19′ 52″ E / 41.9862°N,1.33119°E 615 msnm                                               | bé integrant del patrimoni cultural català | Cavallol (Pinell de Solsonès)     | Modifica les dades a Wikidata |
|        | Cavallolet          | Madrona            | masia        |                                                           | 41° 59′ 18″ N, 1° 19′ 19″ E / 41.9883°N,1.32189°E 660 msnm                                               |                                            |                                   | Modifica les dades a Wikidata |
|        | Coll-de-frares      | Sallent            | masia        |                                                           | 41° 54′ 45″ N, 1° 20′ 59″ E / 41.9125457190362°N,1.34982025586126°E 583 msnm                             |                                            |                                   | Modifica les dades a Wikidata |
|        | Coïns               | Sant Climenç       | masia        |                                                           | 41° 56′ 23″ N, 1° 25′ 38″ E / 41.9398°N,1.42714°E 806 msnm                                               |                                            |                                   | Modifica les dades a Wikidata |
|        | Creullobí           | Sallent            | masia        | Estat: en perill                                          | 41° 55′ 16″ N, 1° 20′ 33″ E / 41.9210865268212°N,1.34250930020937°E 628 msnm                             |                                            |                                   | Modifica les dades a Wikidata |
|        | Finestres           | Madrona            | masia        |                                                           | 41° 58′ 09″ N, 1° 22′ 06″ E / 41.9692°N,1.36839°E 590 msnm                                               |                                            |                                   | Modifica les dades a Wikidata |
|        | Folc                | Pinell             | masia        |                                                           | 41° 57′ 18″ N, 1° 23′ 41″ E / 41.955°N,1.39461°E 727 msnm                                                |                                            | Folc (Pinell de Solsonès)         | Modifica les dades a Wikidata |
|        | Gepils              | Pinell             | masia        |                                                           | 41° 58′ 33″ N, 1° 23′ 39″ E / 41.9757°N,1.39422°E 646 msnm                                               |                                            |                                   | Modifica les dades a Wikidata |
|        | Gispets             | Miravé             | masia        |                                                           | 41° 56′ 51″ N, 1° 26′ 12″ E / 41.94761111°N,1.43677778°E 828 msnm                                        |                                            |                                   | Modifica les dades a Wikidata |
|        | Graus               | Sant Climenç       | masia        |                                                           | 41° 56′ 34″ N, 1° 23′ 36″ E / 41.9427°N,1.39322°E 750 msnm                                               |                                            |                                   | Modifica les dades a Wikidata |
|        | Guardiola           | Madrona            | masia        | Estat: ruïnós                                             | 41° 56′ 59″ N, 1° 20′ 02″ E / 41.94961111°N,1.33386111°E 718 msnm                                        |                                            |                                   | Modifica les dades a Wikidata |
|        | Hostal del Bordell  | Madrona            | masia        | Estat: ruïnós                                             | 41° 57′ 48″ N, 1° 17′ 56″ E / 41.96341667°N,1.29880556°E 589 msnm                                        |                                            |                                   | Modifica les dades a Wikidata |
|        | Hostal del Geli     | Sant Climenç       | masia        |                                                           | 41° 57′ 42″ N, 1° 25′ 09″ E / 41.96163889°N,1.41916667°E 778 msnm                                        |                                            | Hostal del Geli                   | Modifica les dades a Wikidata |
|        | Llorenç             | Sant Climenç       | masia        |                                                           | 41° 55′ 58″ N, 1° 22′ 49″ E / 41.9329°N,1.38033°E 710 msnm                                               |                                            | Llorenç (Pinell de Solsonès)      | Modifica les dades a Wikidata |
|        | Marrossella         | Pinell de Solsonès | masia        |                                                           | 41° 57′ 58″ N, 1° 27′ 47″ E / 41.96611111°N,1.46319444°E Miravé 869 msnm                                 |                                            |                                   | Modifica les dades a Wikidata |
|        | Martins             | Madrona            | masia        |                                                           | 41° 58′ 37″ N, 1° 19′ 02″ E / 41.9769°N,1.31725°E 530 msnm                                               |                                            |                                   | Modifica les dades a Wikidata |
|        | Maçana              | Madrona            | masia        |                                                           | 41° 58′ 58″ N, 1° 21′ 13″ E / 41.9827°N,1.35372°E 630 msnm                                               |                                            |                                   | Modifica les dades a Wikidata |
|        | Miravé              | Miravé             | masia        |                                                           | 41° 57′ 39″ N, 1° 27′ 32″ E / 41.9607943579328°N,1.45876980432217°E 888 msnm                             |                                            |                                   | Modifica les dades a Wikidata |
|        | Moroia              | Pinell             | masia        |                                                           | 41° 58′ 12″ N, 1° 24′ 33″ E / 41.9701°N,1.40917°E 692 msnm                                               |                                            |                                   | Modifica les dades a Wikidata |
|        | Mosella             | Madrona            | masia        |                                                           | 41° 58′ 10″ N, 1° 19′ 27″ E / 41.96958333°N,1.32405556°E 492 msnm                                        |                                            |                                   | Modifica les dades a Wikidata |
|        | Pedrosa             | Pinell de Solsonès | masia        | Estat: ruïnós                                             | 41° 55′ 45″ N, 1° 22′ 06″ E / 41.929159963055°N,1.368219146721°E Madrona 691 msnm                        |                                            |                                   | Modifica les dades a Wikidata |
|        | Pinós               | Madrona            | masia        |                                                           | 41° 57′ 23″ N, 1° 18′ 48″ E / 41.95641667°N,1.31325°E 761 msnm                                           |                                            |                                   | Modifica les dades a Wikidata |
|        | Puit                | Sant Climenç       | masia        | Estil: arquitectura popular 19th century                  | 41° 56′ 35″ N, 1° 23′ 09″ E / 41.943127°N,1.385941°E 691 msnm                                            | bé integrant del patrimoni cultural català | Puit                              | Modifica les dades a Wikidata |
|        | Rafel               | Pinell de Solsonès | masia        |                                                           | 41° 58′ 30″ N, 1° 18′ 13″ E / 41.97488889°N,1.30372222°E Madrona 482 msnm                                |                                            |                                   | Modifica les dades a Wikidata |
|        | Riatós              | Madrona            | masia        |                                                           | 41° 55′ 55″ N, 1° 18′ 44″ E / 41.93208333°N,1.31213889°E 647 msnm                                        |                                            |                                   | Modifica les dades a Wikidata |
|        | Rossells            | Madrona            | masia        |                                                           | 41° 55′ 19″ N, 1° 18′ 40″ E / 41.92205556°N,1.311°E 581 msnm                                             |                                            |                                   | Modifica les dades a Wikidata |
|        | Sangrà              | Madrona            | masia        | Estil: arquitectura popular 18th century                  | 41° 57′ 36″ N, 1° 20′ 39″ E / 41.95988°N,1.344289°E 604 msnm                                             | bé integrant del patrimoni cultural català | Sangrà                            | Modifica les dades a Wikidata |
|        | Sant Romà           | Sallent            | masia        |                                                           | 41° 55′ 34″ N, 1° 21′ 22″ E / 41.926231°N,1.356074°E 667 msnm                                            |                                            | Sant Romà (Pinell de Solsonès)    | Modifica les dades a Wikidata |
|        | Santesmasses        | Madrona            | masia        |                                                           | 41° 57′ 58″ N, 1° 18′ 39″ E / 41.9662076130009°N,1.31095325791054°E 540 msnm                             |                                            | Santesmasses (Pinell de Solsonès) | Modifica les dades a Wikidata |
|        | Santiscle           | Miravé             | masia        |                                                           | 41° 57′ 56″ N, 1° 26′ 22″ E / 41.965513761122°N,1.4394442034803°E 882 msnm                               |                                            |                                   | Modifica les dades a Wikidata |
|        | Soldevila           | Sallent            | masia        | Estat: ruïnós                                             | 41° 55′ 17″ N, 1° 21′ 13″ E / 41.9213°N,1.35361°E 634 msnm                                               |                                            |                                   | Modifica les dades a Wikidata |
|        | Terme               | Madrona            | masia        | Estil: arquitectura popular 17th century Estat: en perill | 41° 56′ 54″ N, 1° 22′ 20″ E / 41.948442°N,1.372303°E 693 msnm                                            | bé integrant del patrimoni cultural català | Terme (Pinell de Solsonès)        | Modifica les dades a Wikidata |
|        | Terradet            | Sant Climenç       | masia        |                                                           | 41° 57′ 09″ N, 1° 22′ 49″ E / 41.9526259081212°N,1.38030100017799°E 708 msnm                             |                                            |                                   | Modifica les dades a Wikidata |
|        | Tonicoll            | Pinell             | masia        |                                                           | 41° 58′ 45″ N, 1° 25′ 01″ E / 41.9791210370153°N,1.41698709247087°E 698 msnm                             |                                            |                                   | Modifica les dades a Wikidata |
|        | Torralta            | Sallent            | masia        |                                                           | 41° 54′ 42″ N, 1° 19′ 46″ E / 41.9116°N,1.32933°E 571 msnm                                               |                                            |                                   | Modifica les dades a Wikidata |
|        | Torrenegra          | Sant Climenç       | masia        |                                                           | 41° 56′ 35″ N, 1° 24′ 20″ E / 41.94308333°N,1.4055°E 759 msnm                                            |                                            |                                   | Modifica les dades a Wikidata |
|        | Torrent             | Sant Climenç       | masia        |                                                           | 41° 56′ 13″ N, 1° 23′ 26″ E / 41.937°N,1.39069°E 716 msnm                                                |                                            |                                   | Modifica les dades a Wikidata |
|        | Vallcirera          | Pinell de Solsonès | masia        |                                                           | 41° 57′ 33″ N, 1° 22′ 15″ E / 41.9593°N,1.37078°E 629 msnm                                               |                                            |                                   | Modifica les dades a Wikidata |
|        | Valldecom           | Sallent            | masia        |                                                           | 41° 55′ 26″ N, 1° 19′ 44″ E / 41.92377778°N,1.32891667°E 599 msnm                                        |                                            |                                   | Modifica les dades a Wikidata |
|        | Vendrell            | Miravé             | masia        |                                                           | 41° 57′ 49″ N, 1° 27′ 03″ E / 41.9635080212372°N,1.45094507938688°E 843 msnm                             |                                            |                                   | Modifica les dades a Wikidata |
|        | Vilada              | Madrona            | masia        | Estat: ruïnós                                             | 41° 58′ 40″ N, 1° 19′ 17″ E / 41.977664727117°N,1.32146513061046°E 585 msnm                              |                                            |                                   | Modifica les dades a Wikidata |
|        | Vilanova            | Pinell             | masia        |                                                           | 41° 58′ 53″ N, 1° 24′ 17″ E / 41.9813°N,1.40469°E 661 msnm                                               |                                            |                                   | Modifica les dades a Wikidata |
|        | Vilardaga           | Pinell             | masia        |                                                           | 41° 57′ 35″ N, 1° 22′ 28″ E / 41.9597°N,1.37447°E 643 msnm                                               |                                            |                                   | Modifica les dades a Wikidata |
|        | Xarpell             | Sant Climenç       | masia        | Estil: arquitectura popular 18th century Estat: en perill | 41° 55′ 15″ N, 1° 24′ 11″ E / 41.92075°N,1.40294444°E 778 msnm                                           | bé integrant del patrimoni cultural català | Xarpell                           | Modifica les dades a Wikidata |
|        | Xerpell Nou         | Sant Climenç       | masia        |                                                           | 41° 55′ 47″ N, 1° 24′ 43″ E / 41.929825°N,1.411925°E 771 msnm                                            |                                            |                                   | Modifica les dades a Wikidata |
|        | Xerpell del Pla     | Miravé             | masia        |                                                           | 41° 57′ 38″ N, 1° 27′ 14″ E / 41.96041667°N,1.45394444°E 843 msnm                                        |                                            |                                   | Modifica les dades a Wikidata |
|        | el Bancal           | Madrona            | masia        | Estil: arquitectura popular 18th century                  | 41° 55′ 22″ N, 1° 17′ 52″ E / 41.9228°N,1.29772°E ca:Madrona, al sud de Santes Creus de Bordell 631 msnm | bé integrant del patrimoni cultural català | El Bancal                         | Modifica les dades a Wikidata |
|        | el Casalot          | Sant Climenç       | masia        |                                                           | 41° 55′ 49″ N, 1° 24′ 43″ E / 41.9301474045656°N,1.41198736797128°E 776 msnm                             |                                            |                                   | Modifica les dades a Wikidata |
|        | el Casó             | Sant Climenç       | masia        |                                                           | 41° 55′ 17″ N, 1° 23′ 43″ E / 41.9215°N,1.39513889°E 791 msnm                                            |                                            |                                   | Modifica les dades a Wikidata |
|        | el Corral           | Sallent            | masia        |                                                           | 41° 54′ 06″ N, 1° 19′ 31″ E / 41.9018°N,1.32525°E 596 msnm                                               |                                            |                                   | Modifica les dades a Wikidata |
|        | el Feixó            | Sant Climenç       | masia        |                                                           | 41° 57′ 15″ N, 1° 24′ 30″ E / 41.95415°N,1.40825556°E 756 msnm                                           |                                            |                                   | Modifica les dades a Wikidata |
|        | el Jou              | Madrona            | masia        | Estat: en perill                                          | 41° 56′ 55″ N, 1° 19′ 38″ E / 41.9486145916173°N,1.32730677511176°E 706 msnm                             |                                            |                                   | Modifica les dades a Wikidata |
|        | el Puit de Miravé   | Miravé             | masia        |                                                           | 41° 57′ 00″ N, 1° 26′ 34″ E / 41.949918°N,1.44268°E 837 msnm                                             |                                            |                                   | Modifica les dades a Wikidata |
|        | el Soler            | Pinell             | masia        |                                                           | 41° 58′ 33″ N, 1° 23′ 54″ E / 41.975695°N,1.398204°E 652 msnm                                            |                                            | El Soler de Pinell                | Modifica les dades a Wikidata |
|        | els Bellons         | Sallent            | masia        |                                                           | 41° 53′ 29″ N, 1° 19′ 23″ E / 41.8915°N,1.32303°E 445 msnm                                               |                                            |                                   | Modifica les dades a Wikidata |
|        | els Plans           | Sant Climenç       | masia        |                                                           | 41° 57′ 29″ N, 1° 25′ 30″ E / 41.958018°N,1.425102°E 801 msnm                                            |                                            |                                   | Modifica les dades a Wikidata |
|        | l'Alzinosa          | Madrona            | masia        |                                                           | 41° 56′ 08″ N, 1° 20′ 28″ E / 41.9356223160912°N,1.34122823369555°E 677 msnm                             |                                            |                                   | Modifica les dades a Wikidata |
|        | l'Aranyó            | Madrona            | masia        |                                                           | 41° 57′ 24″ N, 1° 17′ 40″ E / 41.95672222°N,1.29452778°E 608 msnm                                        |                                            |                                   | Modifica les dades a Wikidata |
|        | l'Avellana          | Madrona            | masia        |                                                           | 41° 57′ 12″ N, 1° 21′ 23″ E / 41.9533°N,1.35639°E 657 msnm                                               |                                            | L'Avellana (Pinell de Solsonès)   | Modifica les dades a Wikidata |
|        | l'Estany            | Madrona            | masia        |                                                           | 41° 58′ 14″ N, 1° 20′ 29″ E / 41.97069444°N,1.34141667°E 506 msnm                                        |                                            | L'Estany (Pinell de Solsonès)     | Modifica les dades a Wikidata |
|        | la Caseta           | Madrona            | masia        |                                                           | 41° 56′ 12″ N, 1° 19′ 25″ E / 41.9366991869454°N,1.32360153867262°E 664 msnm                             |                                            |                                   | Modifica les dades a Wikidata |
|        | la Codina           | Madrona            | masia        | Estil: arquitectura popular 17th century                  | 41° 56′ 38″ N, 1° 21′ 59″ E / 41.944°N,1.36630556°E ca:Cra. C-149a, km. 16,4. 682 msnm                   | bé integrant del patrimoni cultural català | La Codina (Pinell de Solsonès)    | Modifica les dades a Wikidata |
|        | la Masia Cremada    | Madrona            | masia        | Estat: ruïnós                                             | 41° 58′ 12″ N, 1° 18′ 03″ E / 41.97011111°N,1.30080556°E 532 msnm                                        |                                            |                                   | Modifica les dades a Wikidata |
|        | la Rovira           | Sant Climenç       | masia        |                                                           | 41° 55′ 45″ N, 1° 23′ 52″ E / 41.92922222°N,1.39780556°E 752 msnm                                        |                                            |                                   | Modifica les dades a Wikidata |
|        | la Vila             | Pinell             | masia        |                                                           | 41° 58′ 04″ N, 1° 23′ 32″ E / 41.9679°N,1.39217°E 652 msnm                                               |                                            |                                   | Modifica les dades a Wikidata |
|        | les Cots            | Sant Climenç       | masia        |                                                           | 41° 56′ 50″ N, 1° 24′ 16″ E / 41.9473°N,1.40456°E 754 msnm                                               |                                            |                                   | Modifica les dades a Wikidata |
|        | les Petges          | Madrona            | masia        |                                                           | 41° 56′ 41″ N, 1° 21′ 02″ E / 41.94475°N,1.35047222°E 705 msnm                                           |                                            | Les Petges                        | Modifica les dades a Wikidata |

## muntanya
| imatge | Nom                     | Ubicat a                               | instància de | Detalls | coordenades                                                       | Protecció | Commons (més fotos)     | Dades a WD                    |
| ------ | ----------------------- | -------------------------------------- | ------------ | ------- | ----------------------------------------------------------------- | --------- | ----------------------- | ----------------------------- |
|        | Santes Creus de Bordell | Vilanova de l'Aguda Pinell de Solsonès | muntanya     |         | 41° 56′ 58″ N, 1° 18′ 47″ E / 41.94958056°N,1.31302778°E 782 msnm |           | Santes Creus de Bordell | Modifica les dades a Wikidata |
|        | Serrat Fosc             | Pinell de Solsonès                     | muntanya     |         | 41° 56′ 05″ N, 1° 21′ 26″ E / 41.93473°N,1.357116°E 704 msnm      |           |                         | Modifica les dades a Wikidata |
|        | Serrat Llarg            | Pinell de Solsonès                     | muntanya     |         | 41° 58′ 59″ N, 1° 24′ 11″ E / 41.9831°N,1.40316°E 706 msnm        |           |                         | Modifica les dades a Wikidata |
|        | Serrat de Creullobí     | Pinell de Solsonès                     | muntanya     |         | 41° 55′ 11″ N, 1° 20′ 31″ E / 41.919775°N,1.34208056°E 636 msnm   |           |                         | Modifica les dades a Wikidata |
|        | Serrat de Marrossella   | Pinell de Solsonès                     | muntanya     |         | 41° 58′ 12″ N, 1° 27′ 35″ E / 41.9699°N,1.45981°E 917 msnm        |           |                         | Modifica les dades a Wikidata |
|        | Serrat de Sant Iscle    | Pinell de Solsonès                     | muntanya     |         | 41° 57′ 57″ N, 1° 26′ 19″ E / 41.96583889°N,1.43856944°E 890 msnm |           |                         | Modifica les dades a Wikidata |
|        | Serrat de Sant Miquel   | Pinell de Solsonès                     | muntanya     |         | 41° 57′ 37″ N, 1° 23′ 43″ E / 41.96018611°N,1.39526944°E 733 msnm |           |                         | Modifica les dades a Wikidata |
|        | Serrat de Sant Romà     | Pinell de Solsonès                     | muntanya     |         | 41° 55′ 46″ N, 1° 21′ 20″ E / 41.92946389°N,1.35541944°E 688 msnm |           |                         | Modifica les dades a Wikidata |
|        | Serrat de l'Ascensió    | Pinell de Solsonès                     | muntanya     |         | 41° 56′ 41″ N, 1° 20′ 09″ E / 41.94484167°N,1.33590722°E 745 msnm |           |                         | Modifica les dades a Wikidata |
|        | Serrat de la Plana      | Pinell de Solsonès                     | muntanya     |         | 41° 55′ 23″ N, 1° 24′ 02″ E / 41.92308056°N,1.40059389°E 803 msnm |           |                         | Modifica les dades a Wikidata |
|        | Serrat de la Roca       | Pinell de Solsonès                     | muntanya     |         | 41° 56′ 47″ N, 1° 24′ 08″ E / 41.9463°N,1.40209°E 776 msnm        |           |                         | Modifica les dades a Wikidata |
|        | Serrat de la Vinya      | Pinell de Solsonès                     | muntanya     |         | 41° 57′ 58″ N, 1° 23′ 35″ E / 41.9661°N,1.39311°E 668 msnm        |           |                         | Modifica les dades a Wikidata |
|        | Serrat de les Set Creus | Pinell de Solsonès                     | muntanya     |         | 41° 56′ 31″ N, 1° 24′ 48″ E / 41.9419°N,1.41326°E 818 msnm        |           |                         | Modifica les dades a Wikidata |
|        | Serrat del Puit         | Pinell de Solsonès                     | muntanya     |         | 41° 57′ 25″ N, 1° 26′ 30″ E / 41.95697778°N,1.44156111°E 885 msnm |           |                         | Modifica les dades a Wikidata |
|        | Serrat del Trullet      | Pinell de Solsonès                     | muntanya     |         | 41° 59′ 09″ N, 1° 20′ 18″ E / 41.9858°N,1.33845°E 622 msnm        |           |                         | Modifica les dades a Wikidata |
|        | Serrat dels Codellats   | Pinell de Solsonès                     | muntanya     |         | 41° 56′ 22″ N, 1° 25′ 01″ E / 41.9395°N,1.41686°E 782 msnm        |           |                         | Modifica les dades a Wikidata |
|        | Serrat dels Moros       | Pinell de Solsonès                     | muntanya     |         | 41° 58′ 33″ N, 1° 25′ 02″ E / 41.97593611°N,1.41715972°E 709 msnm |           |                         | Modifica les dades a Wikidata |
|        | Serrat dels Xopers      | Pinell de Solsonès                     | muntanya     |         | 41° 55′ 55″ N, 1° 20′ 10″ E / 41.93197222°N,1.33603361°E 703 msnm |           |                         | Modifica les dades a Wikidata |
|        | Tossal de Sant Marc     | Pinell de Solsonès Bassella            | muntanya     |         | 41° 59′ 28″ N, 1° 20′ 16″ E / 41.991237°N,1.337818°E 661 msnm     |           |                         | Modifica les dades a Wikidata |
|        | Tossal de Sant Pere     | Pinell de Solsonès                     | muntanya     |         | 41° 58′ 51″ N, 1° 23′ 53″ E / 41.98080833°N,1.39795556°E 688 msnm |           |                         | Modifica les dades a Wikidata |
|        | el Serrat Alt           | Pinell de Solsonès                     | muntanya     |         | 41° 57′ 46″ N, 1° 25′ 05″ E / 41.9628°N,1.41798°E 787 msnm        |           |                         | Modifica les dades a Wikidata |
|        | el Tossal               | Pinell de Solsonès                     | muntanya     |         | 41° 56′ 32″ N, 1° 18′ 59″ E / 41.9423°N,1.31629°E 747 msnm        |           |                         | Modifica les dades a Wikidata |

## serra
| imatge | Nom                          | Ubicat a                               | instància de | Detalls | coordenades                                                       | Protecció | Commons (més fotos)    | Dades a WD                    |
| ------ | ---------------------------- | -------------------------------------- | ------------ | ------- | ----------------------------------------------------------------- | --------- | ---------------------- | ----------------------------- |
|        | Serra de Cavallol            | Bassella Pinell de Solsonès            | serra        |         | 41° 59′ 29″ N, 1° 20′ 04″ E / 41.9914°N,1.33443°E 661 msnm        |           |                        | Modifica les dades a Wikidata |
|        | Serra del Bancal             | Pinell de Solsonès Vilanova de l'Aguda | serra        |         | 41° 55′ 51″ N, 1° 18′ 17″ E / 41.93075278°N,1.30459722°E 671 msnm |           |                        | Modifica les dades a Wikidata |
|        | Serrat de Sant Joan          | Pinell de Solsonès                     | serra        |         | 41° 57′ 48″ N, 1° 19′ 38″ E / 41.96345556°N,1.32710833°E 651 msnm |           |                        | Modifica les dades a Wikidata |
|        | Serrat de Santes Creus       | Pinell de Solsonès Vilanova de l'Aguda | serra        |         | 41° 56′ 33″ N, 1° 18′ 38″ E / 41.94253333°N,1.310525°E 781 msnm   |           | Serrat de Santes Creus | Modifica les dades a Wikidata |
|        | Serrat del Casalot           | Pinell de Solsonès                     | serra        |         | 41° 56′ 02″ N, 1° 24′ 38″ E / 41.93382139°N,1.41051667°E 819 msnm |           |                        | Modifica les dades a Wikidata |
|        | Serrat del Cupot             | Pinell de Solsonès                     | serra        |         | 41° 59′ 03″ N, 1° 24′ 43″ E / 41.9842°N,1.41186°E 710 710.9 msnm  |           |                        | Modifica les dades a Wikidata |
|        | Serrat del Tossal de la Mula | Pinell de Solsonès Vilanova de l'Aguda | serra        |         | 41° 57′ 21″ N, 1° 18′ 10″ E / 41.9557°N,1.30282°E 771 msnm        |           |                        | Modifica les dades a Wikidata |

## teuleria
| imatge | Nom                        | Ubicat a           | instància de | Detalls                     | coordenades | Protecció                                  | Commons (més fotos) | Dades a WD                    |
| ------ | -------------------------- | ------------------ | ------------ | --------------------------- | ----------- | ------------------------------------------ | ------------------- | ----------------------------- |
|        | Forn de Cavallol           | Pinell de Solsonès | teuleria     | Estil: arquitectura popular |             | bé integrant del patrimoni cultural català |                     | Modifica les dades a Wikidata |
|        | Forn de Vilardaga          | Pinell de Solsonès | teuleria     | Estil: arquitectura popular |             | bé integrant del patrimoni cultural català |                     | Modifica les dades a Wikidata |
|        | Forn de la Codina          | Pinell de Solsonès | teuleria     | Estil: arquitectura popular |             | bé integrant del patrimoni cultural català |                     | Modifica les dades a Wikidata |
|        | Forn del barranc de Maçana | Pinell de Solsonès | teuleria     | Estil: arquitectura popular |             | bé integrant del patrimoni cultural català |                     | Modifica les dades a Wikidata |

## vèrtex geodèsic
| imatge | Nom          | Ubicat a           | instància de    | Detalls   | coordenades                                                       | Protecció | Commons (més fotos) | Dades a WD                    |
| ------ | ------------ | ------------------ | --------------- | --------- | ----------------------------------------------------------------- | --------- | ------------------- | ----------------------------- |
|        | Sant Iscle   | Pinell de Solsonès | vèrtex geodèsic | Alt: 1.2m | 41° 57′ 57″ N, 1° 26′ 19″ E / 41.965841°N,1.438567°E 896.924 msnm |           |                     | Modifica les dades a Wikidata |
|        | Santes Creus | Pinell de Solsonès | vèrtex geodèsic | Alt: 1.2m | 41° 56′ 58″ N, 1° 18′ 47″ E / 41.949526°N,1.313004°E 781.542 msnm |           |                     | Modifica les dades a Wikidata |

## Misc
| imatge | Nom                                         | Ubicat a           | instància de      | Detalls                                  | coordenades                                                                           | Protecció                                  | Commons (més fotos)                          | Dades a WD                    |
| ------ | ------------------------------------------- | ------------------ | ----------------- | ---------------------------------------- | ------------------------------------------------------------------------------------- | ------------------------------------------ | -------------------------------------------- | ----------------------------- |
|        | Balma dels Moros                            | Pinell de Solsonès | abric rocós       |                                          | 41° 57′ 53″ N, 1° 26′ 35″ E / 41.9646527487405°N,1.44302515252703°E                   |                                            |                                              | Modifica les dades a Wikidata |
|        | Carrer Mossèn Jaume Caelles de Sant Climenç | Pinell de Solsonès | carrer            | Estil: arquitectura popular 18th century | 41° 57′ 04″ N, 1° 25′ 03″ E / 41.951178°N,1.417598°E 802 msnm                         | bé integrant del patrimoni cultural català | Carrer Mossèn Jaume Caelles de Sant Climenç  | Modifica les dades a Wikidata |
|        | Escut de la Rectoria de Sallent             | Sallent            | relleu            | Estil: arquitectura popular 17th century | 41° 54′ 17″ N, 1° 20′ 07″ E / 41.904791°N,1.335284°E ca:Rectoria de Sallent 496 msnm  | bé cultural d'interès nacional             | Escut de la Rectoria de Sallent              | Modifica les dades a Wikidata |
|        | Granja dels Bellons                         | Sallent            | granja            |                                          | 41° 53′ 29″ N, 1° 19′ 21″ E / 41.8912715127975°N,1.32240356462196°E 445 msnm          |                                            |                                              | Modifica les dades a Wikidata |
|        | Molí dels Bellons                           | Sallent            | molí d'aigua      | Estil: arquitectura popular              | 41° 53′ 34″ N, 1° 19′ 29″ E / 41.892758°N,1.324735°E 424 msnm                         | bé integrant del patrimoni cultural català |                                              | Modifica les dades a Wikidata |
|        | Pinell                                      | Pinell de Solsonès | nucli de població | Superfície: 13km²                        | 41° 58′ 16″ N, 1° 23′ 59″ E / 41.97108056°N,1.39975833°E 647.6 msnm                   |                                            | Pinell (poble de Pinell de Solsonès)         | Modifica les dades a Wikidata |
|        | Portal de Sant Climenç                      | Sant Climenç       | porta de ciutat   | Estil: arquitectura popular 18th century | 41° 57′ 04″ N, 1° 25′ 04″ E / 41.951239°N,1.417777°E ca:C. Mn. Jaume Caelles 802 msnm | bé integrant del patrimoni cultural català | Portal de Sant Climenç                       | Modifica les dades a Wikidata |
|        | Pou de gel de Pinell                        | Pinell de Solsonès | pou de neu        | Estil: arquitectura popular              | 41° 58′ 24″ N, 1° 24′ 11″ E / 41.973406°N,1.402947°E 605 msnm                         | bé integrant del patrimoni cultural català |                                              | Modifica les dades a Wikidata |
|        | cabana de la Sort de Cal Ventureta          | Miravé             | cabana            |                                          | 41° 56′ 57″ N, 1° 27′ 16″ E / 41.9490828960523°N,1.45451570002463°E 724 msnm          |                                            |                                              | Modifica les dades a Wikidata |
|        | casa consistorial de Pinell de Solsonès     | Pinell de Solsonès | casa consistorial |                                          | 41° 57′ 00″ N, 1° 25′ 06″ E / 41.9499018°N,1.4182092°E                                |                                            |                                              | Modifica les dades a Wikidata |
|        | cementiri de Pinell                         | Pinell             | cementiri         | Estil: arquitectura popular 19th century | 41° 58′ 17″ N, 1° 23′ 58″ E / 41.971527°N,1.399323°E 640 msnm                         | bé integrant del patrimoni cultural català | Cementiri de Pinell                          | Modifica les dades a Wikidata |
|        | creu de terme de Madrona                    | Madrona            | creu de terme     |                                          | 41° 58′ 04″ N, 1° 20′ 12″ E / 41.967888049797914°N,1.3365369825773503°E               |                                            | Creu de terme de Madrona                     | Modifica les dades a Wikidata |
|        | la Creu dels Lladres                        | Pinell de Solsonès | creu monumental   |                                          | 41° 57′ 10″ N, 1° 18′ 31″ E / 41.952855°N,1.308696°E 739 msnm                         |                                            | Creu dels Lladres de Santes Creus de Bordell | Modifica les dades a Wikidata |